# Berbérati
Berbérati est une ville de République centrafricaine située dans la préfecture de Mambéré-Kadéï dont elle constitue l'une des trois sous-préfectures. Berbérati est par sa population, un peu plus de 100 000 habitants, la troisième plus importante ville du pays.

## Géographie
La ville est traversée par la route nationale 6 à 516 km à l'ouest de Bangui, elle est au point de départ de la route nationale 10  qui rejoint au sud Nola puis la frontière camerounaise.

### Quartiers
La ville de Berbérati est constituée de 61 quartiers recensés en 2003 : Arabe, Baba-Nani, Baba-Patou, Baba-Salao, Bassola, Batali, Belge, Belle Montagne, Belle Vue (1,2), Bossembélé, Ça Va 1, Ça Va 2, Ça Va 3, Centre-Ville, Delaigue, Difolo 1, Difolo 2, Difolo 3, Djambala 1, Djambala 2, Djambala 3, Djambala 4, Djambala 5, Djambala 6, Djambala 7, Djambala 8, Douane, Enerca, Kassai 1, Kassai 2, Kassai 3, Koumbe, Kpetene 1, Kpetene 2, Kpetene 3, Lomi 1, Lomi 2, Nabliyombo, Nagamo, Nambona, Nana-Mambere, Nawoya, Ndao, Ndembo 1, Ngamagbaké, Ombella-Mpoko, Ouabéré, Ouham, Pondo, Poto-Poto, cité Gérard 1, cité Gérard2, Cité Gérard 3, Quinze Ans, Rosine 1, Rosine 2, Rosine 3, Rosine 4, Sambanda 1, Sambanda 2, Sambanda 3, Sambanda 4, Sefca, Yavoui.

## Histoire

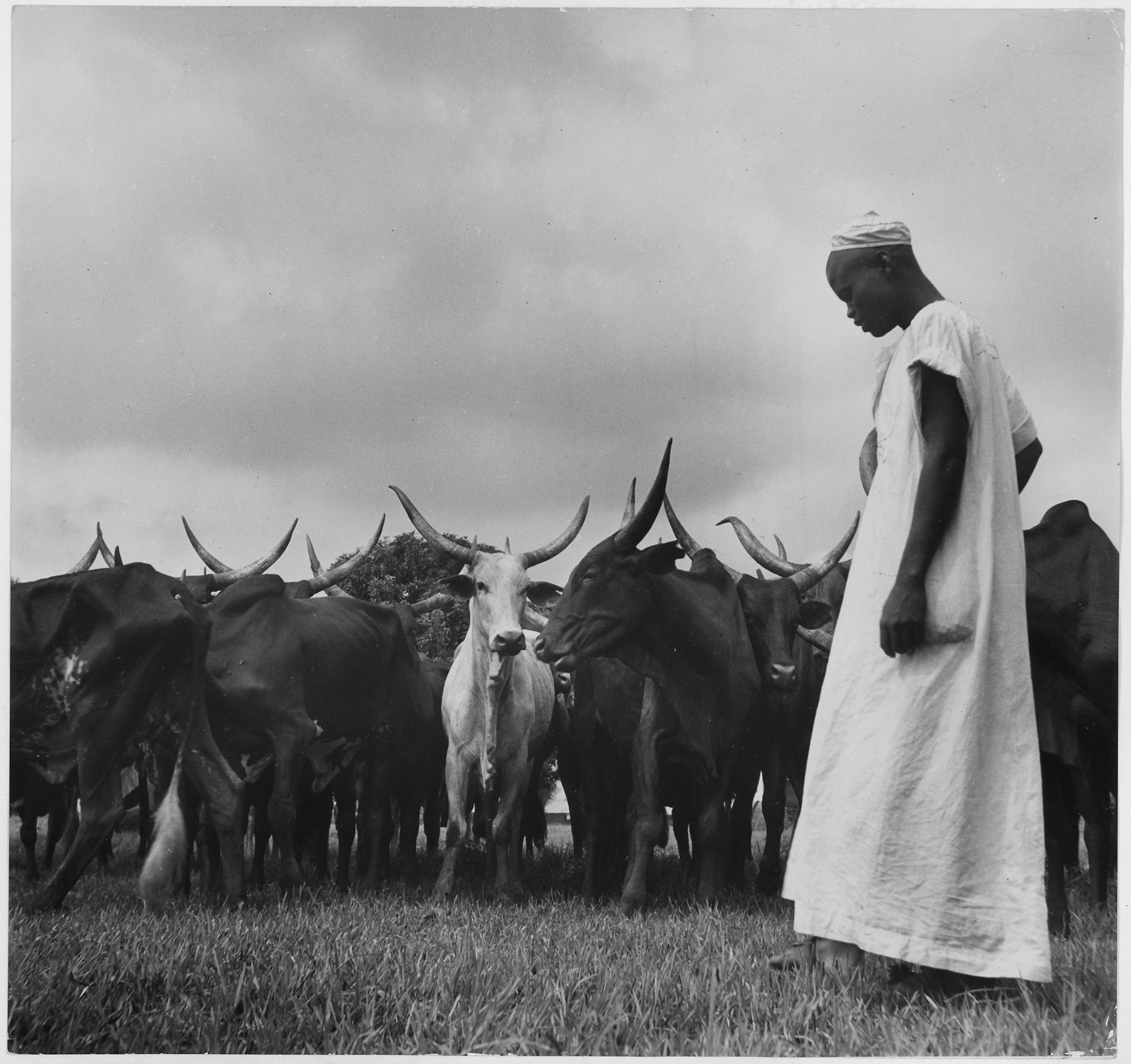
Troupeau de zébus arrivant à Berbérati (vers 1950).

Le poste militaire de Berbérati est fondé en 1893 par Pierre Savorgnan de Brazza. Après la mission Fourneau, qui remonta le Congo puis, la Sangha en 1891, Savorgnan de Brazza fonde entre 1892 et 1894 une série de postes militaires français et une administration territoriale dans le but de couper la route aux colonisateurs allemands. Le poste de Berbérati fut créé en 1893, ainsi que celui de Nola, la même année. L'accord franco-allemand du 4 février 1894 reconnait à la France la ligne des postes établis d'Ouesso à Koundé.
La ville est cédée par la France à l'Empire allemand lors du traité Maroc-Congo le 4 novembre 1911 et intégrée au Neukamerun.
En 1914, elle revint sous contrôle français lors du déclenchement de la Première Guerre mondiale, elle fut dès lors un chef-lieu de la sous-division du Moyen-Congo. L'arrêté du 12 décembre 1920, instaure la localité comme chef-lieu de la circonscription de Haute-Sangha dans la colonie du Moyen-Congo. Cette circonscription compte huit subdivsions : Berbérati, Carnot, Nola, Bouar, Baboua, Bambio, Boda et Mbaïki.
En mars 1923, le révérend père spiritain Marc Pédron fonde la mission catholique Sainte Anne de Berbérati. En 1932, est construit l'hôpital de Berbérati.
En 1957, la ville est érigée en commune de moyen exercice.

## Économie

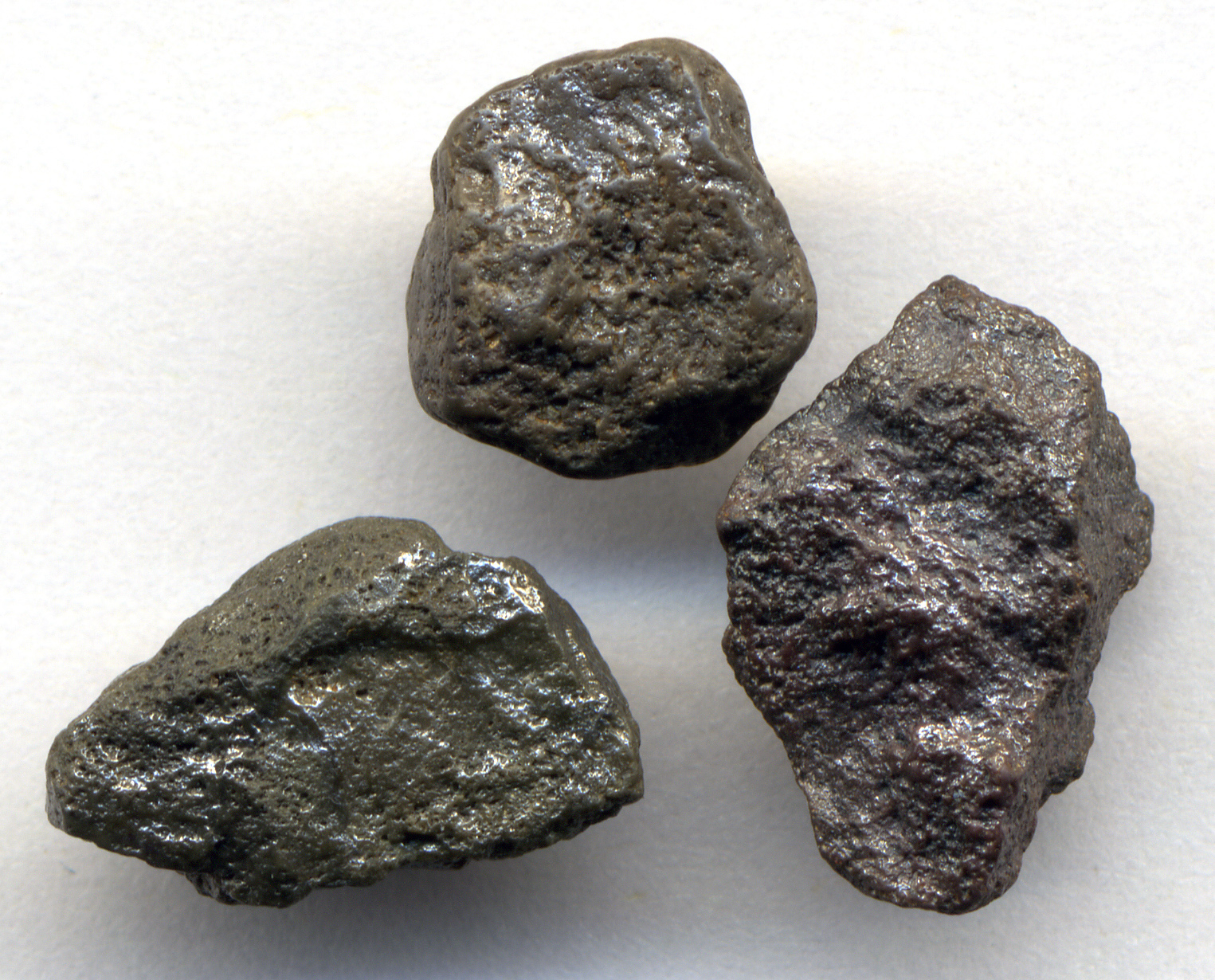
Échantillons de carbonado collectés entre Bangui et Berbérati

Berbérati est la capitale de la plus importante région diamantifère de Centrafrique. La ville accueille les bureaux des principaux collecteurs de diamants, la plupart musulmans, qui ont été victimes de pillages et meurtres en février 2014, tandis que les mineurs sont pour la plupart chrétiens, les deux groupes se mélangeant peu. Les musulmans contrôlent les circuits d'exportation vers la plupart des pays voisins.

## Société et services publics

### Éducation
La ville compte des écoles publiques : école Préfectorale A, école Préfectorale mixte B, Ça Va, école de Sagbanda, Djambala Filles et des écoles privées : Complexe scolaire évangélique EEB, école Saint Beris, Padre Pio.
L'enseignement secondaire est assuré par les Lycées Barthelémy Boganda,Collège d'Enseignement Général et Saint Marcellin Champagnan.

### Santé
L'Hôpital Régional Universitaire de Berbérati (HRUB) est le plus important de la région sanitaire n°2 du système de santé centrafricain.

### Transports
La route Transafricaine 3 Tripoli (Libye)-Le Cap (Afrique du Sud) passe par Berbérati.
La ville est reliée par le transport aérien avec l'Aéroport de Berbérati (code AITA : BBT).

### Médias
- Radio Zoukpana[15], radio communautaire émettant sur la fréquence 105.9 FM[16].
- Radio Ndékéluka, émettant sur la fréquence 100.9 FM

### Lieux de culte
Les différentes religions chrétiennes sont largement majoritaires dans la ville au sein des lieux de culte, églises et temples représentant l'Église évangélique luthérienne de République centrafricaine (Fédération luthérienne mondiale), l'Église évangélique baptiste en République centrafricaine (Alliance baptiste mondiale), le Diocèse de Berbérati (Église catholique)
(Église adventiste du septième jour).
L'islam est aussi présent avec différentes mosquées.